# NGC 2921
NGC 2921 (другие обозначения — ESO 565-17, MCG -3-25-6, IRAS09321-2041, PGC 27214) — спиральная галактика, находящаяся на расстоянии около 123 млн световых лет в созвездии Гидры. Открыта Уильямом Гершелем в 1786 году.
Этот объект входит в число перечисленных в оригинальной редакции «Нового общего каталога».

## Свойства
Морфологический тип Sa, по другим данным (R′)SAB(rs)a pec. Радиальная скорость галактики составляет 2756 км/с, диаметр 107 тыс. световых лет.

## Объект для любительских наблюдений
Галактика сильно наклонена к лучу зрения, имеет яркое ядро и несколько более тусклый внутренний спиральный рукав, погружённые в очень тусклую, зернистую внешнюю оболочку. Рядом, на расстоянии 6,0 угловой минуты к северо-западу, виден меньший и более тусклый компаньон NGC 2920. В любительский телескоп NGC 2921 видна как умеренно тусклый объект с овальной диффузной оболочкой, вытянутой в направлении восток-запад, и более ярким ядром. В 0,9 минуты к запад-северо-западу от центра галактики на пороге чувствительности видна звезда поля у края диффузной оболочки